# Carmen Damaris Chea Cedeño
Carmen Damaris Chea Cedeño (Aguadulce, Panamá, 5 de junio de 1940) es una científica panameña, primera agrónoma en graduarse de la Universidad de Panamá. Fue la primera directora del Instituto de Investigación Agropecuaria de Panamá, de 1975 a 1980, donde promovió la investigación agropecuaria, sobre todo de cultivos.

## Biografía
De padre chino y mamá aguadulceña. Su familia tenía un negocio en Aguadulce, pero en 1941 el gobierno del presidente Arnulfo Arias Madrid prohibió que los chinos radicados en Panamá fueran propietarios de negocios. El padre se trasladó a trabajar como cocinero en la granja experimental en Río Hato que funcionaba por un convenio entre la Universidad de Arkansas y el Instituto Nacional de Agricultura de Panamá. Allí se expuso al conocimiento del cultivo de las plantas.
Estudió su primer ciclo en Aguadulce pero se fue a Panamá para continuar sus estudios en el Instituto Nacional de Panamá. Con su título de bachiller se inscribió en la nueva escuela de Agronomía de la Universidad de Panamá. En 1964 se graduó siendo la primera mujer en obtener el título de licenciatura en Agronomía en esa institución. Volvió al Instituto Nacional de Agricultura donde le ofrecieron ser profesora. Se ganó una beca para un curso de Asistencia Técnica para productores, en Italia. Estudió Mejoramiento de Plantas en Costa Rica en el Instituto Interamericano de Cooperación para la Agricultura (IICA) e hizo su postgrado en México sobre “Planificación de diseños experimentales”.
En 1975 fue creado el Instituto de Investigación Agropecuaria de Panamá (IDIAP) y Carmen Chea se convirtió en la primera directora. Este instituto se encargaba de normar la investigación agropecuaria con el fin de aumentar la producción y mejorar el nivel de vida de los pequeños y medianos productores. 
Durante el tiempo en que fue directora del IDIAP se crearon colecciones de variedades nacionales de productos: porotos, yuca y otros. En Divisa había un almacén donde se guardaban y las reproducían de tiempo en tiempo. Como investigadora publicó estudios sobre el sorgo, el coco, la antracnosis, fumagina y pyricularia.
Fundó y dirigió la revista Ciencia agropecuaria, divulgaba los trabajos de investigación de nacionales y extranjeros realizados por el IDIAP. Fue miembro fundadora del Colegio de Agrónomos de Panamá.
Damaris visitó 23 universidades estadounidenses, de Filipinas y de otros países para organizar un programa de intercambio de estudiantes.   
El Colegio de Ingenieros Agrónomos de Panamá (CINAP) le rindió homenaje en 2012 como cofundadora de la organización. Fue reconocida como una Pionera de la Ciencia en Panamá en 2022.